# 少林與武當 (1980年電影)
《少林與武當》，是1980年邵氏兄弟出品的香港武打電影，由張徹執導，羅莽、江生、鹿峰、錢小豪主演。

## 電影內容
清朝年間，少林與武當兩派雖源自同門，但至善禪師（關聰飾）所率之少林以反清復明為志，武當馮道德（曹達華飾）、白眉道人卻為清廷所用，兩派因而逐漸形成敵對局面。少林弟子童千斤（羅莽飾）奉師至善之命，下山聯絡同門師兄胡惠乾（江生飾）等進行反清復明之大業，武當派掌門馮道德為了對付少林弟子，則派出門下精英，分批下山阻攔。
童千斤下山後即與武當弟子李德宗（余太平飾）交手，不敵於李德宗之滴血彎刀，負傷而逃，幸得金泰來（孫建飾）、金碧兒（楊菁菁飾）兄妹所助始得倖免，金家兄妹更傳破滴血彎刀之法於童。在童聯絡上師兄胡惠乾後又遇李德宗，童便以金家兄妹所傳之法大破李德宗。
在此事傳出後，接連趕到的李德宗之弟李巴山（王力飾）及其女李二環（文雪兒飾）決意為其報仇。於是在童千斤與金碧兒的婚禮上暗施襲擊，金家兄妹不幸身亡，童亦為武當派所擒。另一方面，少林弟子三德（梁耀文飾）為武當弟子高進忠所害，倖免之少林門下眾人紛紛來到胡惠乾處決心一齊抗敵。
武當弟子魏興洪（錢小豪飾）從小為武當收養，但因其父乃為清廷殺害，心存反清之志。不齒師門投效滿清，趁機救出童千斤，更同胡惠乾等少林弟子，伺機為反清復明之業效力。一日，少林眾弟子遇一胸懷反清大志，疏財仗義的青年書生（鹿峰飾），逐與其結交，童更視之為己出。豈知此一書生即乃武當弟子高進忠，童在不防下遭其所襲，然得魏的再次相助，眾少林弟子及時趕到，與武當弟子對抗。終在眾人合作下，殲滅武當勢力。

## 人物角色
| 角色名稱 | 演員   | 備註               |
| -------- | ------ | ------------------ |
| 童千斤   | 羅莽   | 少林弟子           |
|          | 江生   | 少林弟子           |
| 高進忠   | 鹿峰   | 武當弟子           |
| 魏興洪   | 錢小豪 | 武當弟子           |
| 李二環   | 文雪兒 | 武當弟子，李德宗女 |
| 金泰來   | 孫建   | 反清義士           |
| 金碧兒   | 楊菁菁 | 金泰來之妹         |
| 李德宗   | 余太平 | 武當弟子，李二環父 |
| 李巴山   | 王力   | 武當弟子，李德宗弟 |
| 呂英布   | 徐盛鎮 | 武當弟子           |
| 馮道德   | 曹達華 | 武當掌門           |
| 至善     | 關聰   | 少林掌門           |
| 李錦綸   | 蕭玉明 | 少林弟子           |
| 李亞松   | 譚鎮渡 | 少林弟子           |
| 謝亞福   | 劉晃世 | 少林弟子           |
| 方孝玉   | 陳鴻   | 少林弟子           |
| 方美玉   | 林志泰 | 少林弟子           |
|          | 陳旗山 | 武當猴拳高手       |
|          | 陳樹基 | 武當猴拳高手       |
|          | 陳漢光 | 武當猴拳高手       |
| 三德     | 梁耀文 | 少林弟子           |
|          | 梁焯坤 | 少林弟子           |
|          | 黃家良 | 少林弟子           |
|          | 尹相林 | 武當弟子           |
|          | 黎友興 | 武當弟子           |
|          | 夏國榮 | 武當弟子           |
|          | 譚偉民 | 武當弟子           |
|          | 蔡國強 | 金家家僕           |
|          | 洪玲玲 | 喜娘               |

## 其他製作人員
- 執行製片：陳列
- 助導：江生、吳堯森
- 武術指導：郭追、鹿峰、江生
- 劇務：劉清鵬
- 場記：盧遠鳴
- 燈光：陳芬、關英全
- 道具：黎沃
- 化妝：吳緒清
- 梳妝：彭雁聯
- 服裝：劉季友
- 錄音：徐炳光
- 置景：曹莊生

## 外部連結
- 開眼電影網上《少林與武當》的資料（繁體中文）
- 香港影庫上《少林與武當》的資料（繁體中文）
- 豆瓣电影上《少林與武當》的資料 （简体中文）
- 时光网上《少林與武當》的資料（简体中文）
- AllMovie上《少林與武當》的资料（英文）
- 爛番茄上《少林與武當》的資料（英文）
- 互联网电影数据库（IMDb）上《少林與武當》的资料（英文）